# Сакико Икеда
Сакико Икеда (јап. 池田 咲紀子; 8. септембар 1992) јапанска је фудбалерка.

## Репрезентација
За репрезентацију Јапана дебитовала је 2017. године. За тај тим одиграла је 14 утакмица.

## Статистика
| Јапан  | Јапан | Јапан |
| Год.   | Ута.  | Гол.  |
| ------ | ----- | ----- |
| 2017   | 8     | 0     |
| 2018   | 6     | 0     |
| Укупно | 14    | 0     |